# Уайлд, Эви
Эвелин Роуз Стрендж «Иви» Уайлд (род. 16 июня 1980, Лондон) — англо-австралийская писательница. Её дебютный роман After the Fire, A Still Small Voice получил премию Джона Ллевеллина Риса в 2009 году, второй роман All the Birds, Singing — премию Encore в 2013 году и премию Майлза Франклина в 2014 году.

## Биография
Иви Уайлд родилась в Лондоне в 1980 году, выросла на ферме по выращиванию сахарного тростника в Новом Южном Уэльсе, хотя большую часть своей взрослой жизни она провела в Пекхэме, южный Лондон. В газете The Guardian она вспоминает, как в детстве перенесла вирусный энцефалит.
Получила степень бакалавра в Университете Бат-Спа и степень магистра в Голдсмитском университете Лондона, обе по творческому письму.
Уайлд — автор романов «После пожара», A Still Small Voice и «Все птицы поют», удостоенных премии Джона Ллевеллина Риса и премии Бетти Траск. В 2010 году газета The Daily Telegraph включила её в список 20 лучших британских авторов в возрасте до 40 лет. В 2011 году она вошла в список 12 лучших новых британских писателей по версии BBC’s Culture Show. В 2013 году она была включена в составляемый раз в десятилетие список лучших молодых британских писателей Granta Best of Young British Novelists. Её романы были включены в шорт-лист многих литературных премий, в том числе: Costa Novel Prize, Miles Franklin Award, Commonwealth Writers Prize, Orange Award for New Writers, дублинской литературной премии, мемориальной премии Джеймса Тейта Блэка и The Author’s Club Prize, а также в лонг-лист Stella Prize и Baileys Women’s Prize for Fiction.
Её второй роман, «Все птицы поют», был опубликован в феврале 2013 года и рассказывает об австралийском фермере, занимающейся разведением овец на английской ферме. Книга получила премию Майлза Франклина в июне 2014 года.
Третий роман, The Bass Rock, был опубликован издательством Jonathan Cape 26 марта 2020 года. Действие романа происходит в Шотландии, в нём исследуется жизнь трёх женщин, живущих в разные века, и то, как на их жизнь влияют мужественность и мужское насилие.
Четвёртый роман, «Отзвуки», был опубликован в августе 2024 года. Действие романа происходит в стране Вангкатха в Западной Австралии и в Лондоне. В романе используется призрачный рассказчик и множественные временные сдвиги, чтобы рассмотреть темы любви, травмы и истории. Некоторые первые отзывы были положительными, в то время как другие критиковали «вуайеристское и неуважительное» отношение Уайлд к истории коренных народов, украденных поколений и колониального прошлого Австралии.
В настоящее время Уайлд живет в Брикстоне, работает в независимом книжном магазине в Пекхэме. В июле 2013 года она вышла замуж за литературного агента Джейми Коулмана.